# Fluesmækker
En fluesmækker er et redskab, der benyttes til at dræbe fluer og andre insekter. 
Traditionelt ser fluesmækkere ud som mindre badminton- eller tennisketsjere med et lille, fladt netmønster.
Udtrykket "fluesmækker" bruges også om de første Dankortmaskiner.